# Ante Krajina
Ante Krajina (Tomislavgrad, 1. lipnja 1954.) je bosanskohercegovački hrvatski političar i ekonomist. Obnašao je funkciju ministra financija u Vladi Federacije Bosne i Hercegovine od 2011. do 2015. godine.

## Životopis
Ante Krajina rođen je 1. lipnja 1954. u Tomislavgradu. Diplomirao je na Ekonomskom fakultetu na Osječkom sveučilištu. Radio, uglavnom, u proizvodnim tvrtkama, iskustvo stekao i radeći za bankarsku tvrtku. Jedno je vrijeme radio u i Elektroprivredi u Tomislavgradu. Bio je i član Upravnog odbora Privredne banke u Sarajevu. Ministar financija u Vladi Federacije BiH postao je 17. ožujka 2011., a također je tu dužnost obnašao i u Vladi Hercegbosanske županije.